# جیمز پیرس
جیمز پیرس (به انگلیسی: James Alfred Pearce) سناتور سابق عضو حزب دموکرات ایالات متحده آمریکا بود. وی در سال ۱۸۴۳ تا ۱۸۵۶ و ۱۸۵۶ تا ۱۸۶۲ میلادی سناتور ایالت مریلند در سنای ایالات متحده آمریکا بود.